# Сражение на Березине
Сражение на Березине — общее название боёв 14 (26)—17 (29) ноября 1812 года между французскими корпусами и русскими армиями Чичагова и Витгенштейна на обоих берегах реки Березины (ныне дер. Студёнка, Пригородный сельсовет, Борисовский район, Минская область, Республика Беларусь) во время переправы Наполеона в ходе Отечественной войны 1812 года.
Оставило сильный отпечаток в общественном сознании французов, до сих пор употребляющих слово «Березина» (фр. Bérézina или bérézina) как метафору полного провала или катастрофы.

## Бои перед Березиной
После сражения под Красным Наполеон вёл остатки своей «Великой Армии» к русской границе с единственной целью — спасти как можно больше солдат. Русский главнокомандующий фельдмаршал Кутузов не имел желания вступать в генеральное сражение с Наполеоном, действия основной русской армии ограничивались преследованием французской армии.
Кутузов позволял своим войскам длительные остановки в населённых пунктах, поэтому Наполеон сумел оторваться от основной армии Кутузова (её авангард был в 115 км от Березины). Задача разгрома Наполеона легла на плечи других русских армий.
С юга подходила свежая 24-тысячная Дунайская армия адмирала Чичагова, которая, по замыслу императора Александра I, должна была отрезать Наполеону пути отступления, желательно при переправе через Березину. Одновременно предполагалось ударить по Наполеону с севера 35-тысячной армией Витгенштейна, а с востока — армией Кутузова. Армия Чичагова высвободилась в результате пассивности Австрии, формального союзника Наполеона.
Витгенштейн, ранее прикрывавший направление на Петербург, продвигался от Полоцка на юго-восток, оттесняя корпуса французских маршалов Сен-Сира и Виктора. 13-14 ноября в сражении при Смолянах авангард Витгенштейна, подошедший на 80 км от главной коммуникационной линии наполеоновской армии, шедшей от Минска на Смоленск, был отброшен корпусом Виктора. Тем самым была устранена угроза флангового удара с севера по отступавшей с востока к Орше главной армии Наполеона. На следующий день Витгенштейн отошёл в Чашники, Виктор южнее — в Черею, прикрыв с севера путь отступления Наполеону, чьи главные силы 19 ноября вошли в Оршу. Когда генерал Ермолов, командовавший авангардом главной армии Кутузова, добрался до Орши, он задержался там более чем на сутки, поскольку по приказу Наполеона были сожжены два моста через Днепр.
16 ноября Чичагов занял Минск, где захватил большие запасы провизии и более 2 тысяч французских раненых в госпиталях. Минск являлся одним из крупных тыловых пунктов снабжения войск Наполеона, его потеря резко ограничивала возможные пути отступления французской армии. Остатки Минского гарнизона под командованием генерала Брониковского прибыли в Борисов 18 ноября. После взятия Чичаговым Минска польская дивизия Домбровского, бывшая между Минском и Березиной, отступила к Борисову, куда прибыла 20 ноября.
21 ноября авангард Чичагова под командованием генерала Ламберта в кровопролитном бою с дивизией Домбровского захватил Борисов, где Наполеон планировал переправиться через Березину. Русские захватили более 2 тысяч пленных и 6 пушек, потеряв более 1000 человек. Хотя 21 ноября Платов со своими казаками занял Оршу, однако из-за медлительности Кутузова и остановке Витгенштейна у Чашник армия Чичагова, насчитывавшая в это время 32 800 человек, одна осталась преградой всем французским силам.
Чичагов со своей основной армией 22 ноября достиг Борисова и разместил там свой штаб. Его войскам фактически оставалось лишь прикрыть Березину между Веселовым и Ухолодами, что означало расстояние чуть более 20 километров. Он не имел никаких сведений о том, где на самом деле находились войска Наполеона. В тот день в Толочине Наполеон узнал, что Борисов занят Чичаговым. Виктор покинул Черею в ночь на 22 ноября.
23 ноября подошедший корпус маршала Удино в бою при деревне Лошница отбросил русский авангард Палена, а затем выбил из Борисова основные силы Чичагова, который отступил обратно за Березину, взорвав за собой постоянный мост в Борисове. 
В ходе боёв за Борисов русские войска потеряли до 2 тысяч солдат. В это время по пути к Толочину Платов и его казаки участвовали в первых стычках с арьергардом французской армии, главные силы которой находились в Бобре.
24 ноября генерал Чаплиц получил приказ занять деревню Зембин к северу от Борисова. Чичагов сообщил Витгенштейну о взятии Борисова, разгроме Палена и потере города и призвал последнего объединиться с ним в Борисове. Удино отдал приказ искать возможные места переправы через Березину и из предложенных мест у деревень Веселово и Студёнки (Студянки) выбрал последнюю. Наполеон прибыл в Лошницу вечером этого дня и получил доклад о месте переправы около полуночи.
Силы Наполеона по раскладкам Шамбре и Фена составляли 30—40 тысяч солдат, из них 7—8 тыс. гвардии. Наиболее боеспособными были 2-й корпус Удино (7—9 тыс.) и 9-й корпус Виктора (10—14 тыс.). Теперь оба этих корпуса, бывшие ранее на прикрытии флангов, составляли основу «Великой Армии». При армии находились до 40 тысяч безоружных солдат, больных и гражданских лиц.

## 25 ноября: Строительство мостов

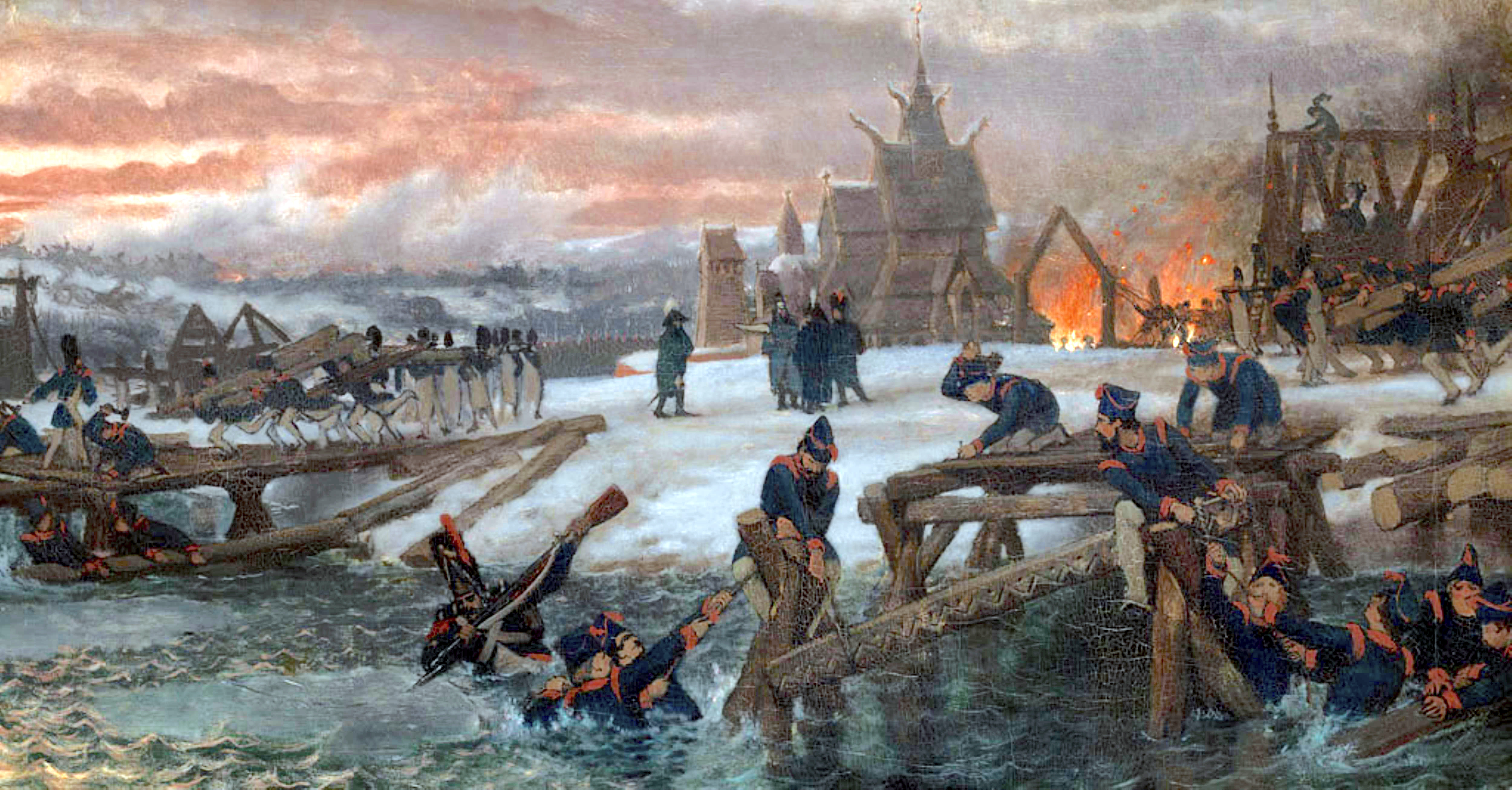
Наведение понтонов французами через Березину. Худ. Лоуренс Альма-Тадема (1869)

25 ноября, пять утра, в Борисов прибыли генералы Шаслу и Эбле. Они оставили позади отряд понтоньеров для имитации переправы. Чтоб создать ложное впечатление у Чичагова, что французы собираются переходить Березину южнее Борисова, были размещены артиллерийские батареи на месте фальшивой переправы у Ухолод и был проведен ряд демонстрационных манёвров силами нескольких тысяч солдат. В результате Чичагов перебросил основные силы на юг, к несуществующей переправе.
Наполеон прибыл в Борисов во второй половине дня. Он распорядился начать строительство трех мостов в Студёнке в 10 часов вечера. Поскольку имеющегося материала было недостаточно, пришлось ограничиться двумя. Удино двинулся в Студёнку со 2-м корпусом в качестве авангарда. В Борисове и вокруг него стояла гвардия, остатки корпуса Жюно и корпуса Нея, остатки дивизии Домбровского, корпуса Понятовского и гарнизона Могилёва. К северу от них корпус Виктора защищался от подходившего к этому времени корпуса Витгенштейна.
В это время Эбле и Шасслу поспешно строили два моста у Студёнки (севернее Борисова), где генерал Корбино разведал возможность переправы. Один мост строился для прохода людей, другой — для артиллерии и повозок. По реке, ширина которой составляла около 100 метров, плыли льдины, мешавшие стоящим по плечи в ледяной воде французским понтонёрам (по свидетельствам очевидцев все они потом погибли от холода).

Из воспоминаний французского офицера:

Река эта, которую некоторые воображают гигантских размеров, на самом деле не шире улицы Рояль в Париже перед морским министерством. Что касается её глубины, то достаточно сказать, что за 72 часа перед тем 3 кавалерийских полка бригады Корбино перешли её вброд без всяких приключений и переправились через неё вновь в тот день, о котором идёт речь. Их лошади шли всё время по дну… Переход в этот момент представлял только лёгкие неудобства для кавалерии, повозок и артиллерии. Первое состояло в том, что кавалеристам и ездовым вода доходила до колен, что тем не менее было переносимо, потому что, к несчастью, не было холодно даже настолько, чтобы река замёрзла; по ней плавали только редкие льдины…. Второе неудобство происходило опять от недостатка холода и состояло в том, что болотистый луг, окаймлявший противоположный берег, был до того вязок, что верховые лошади с трудом шли по нему, а повозки погружались до половины колёс.
Когда вечером Чаплиц, отправленный Чичаговым к деревням Зембин и Брили, лежащими на правом берегу Березины напротив Веселово и Студёнки, заметил движение французских войск на восточном берегу, казачий полк Мельникова получил приказ ночью переправиться через Березину для взятия пленных. Мельников вернулся с несколькими пленными и старостой одного из близлежащих сел. По показаниям пленных, в районе Борисова располагалась вся французская армия. Староста сказал, что французские солдаты собирают материалы для мостов, которые, вероятно, будут построены возле Брилей или Веселово. Той же ночью Чаплиц отступил к Стахову.
В ночь на 26 ноября Чичагов достиг Шабашевичей, чуть более чем в 10 км южнее Борисова и в 25 км от Студёнки. Авангард Чичагова под командованием графа Орурка стоял напротив Ухолод. Когда Витгенштейн сообщил Чичагову, что он приближается к Березине, Чаплиц получил приказ связаться с Витгенштейном и отправиться с этой целью в Зембин. Витгенштейн находился под Баранью, в 35 км от Студёнки, Милорадович дошёл до Толочина, а Кутузов был в районе Копыси, Ермолов - в деревне Малевка. Платов преследовал французский арьергард и добрался до речки Начи, в 45 км от Студёнки.

## 26 —27 ноября: Переправа через Березину

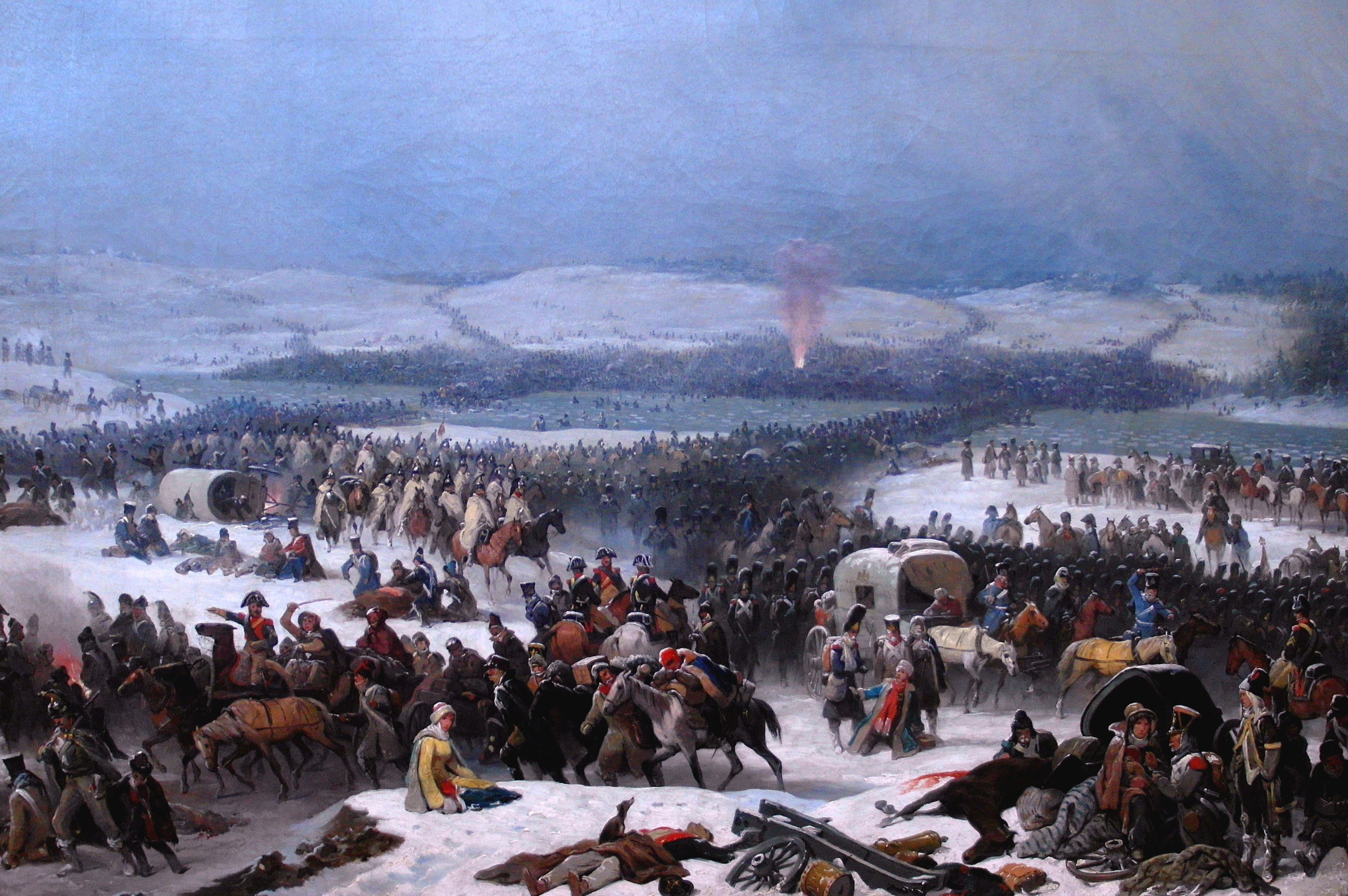
Переправа войск Наполеона через Березину. Худ. Януарий Суходольский (1859)

26 ноября к Студёнке подошёл Наполеон с гвардией и приказал немедленно начать переправу на западный берег, сам император руководил с восточного берега обороной. Бригада лёгкой кавалерии, переправившись вброд, отогнала казаков из отряда генерала Корнилова при помощи артиллерийских батарей, стрелявших по казакам с восточного берега. Первым в 1 час дня переправился 2-й корпус Удино, за ним Ней. Русский отряд генерала Чаплица обстреливал французские войска из 2 пушек издалека, ближе все подходы к мостам охранялись французами. К 4 часам дня был готов второй, более прочный мост (для артиллерии), стоявший в 180 м от первого.
В 2 часа дня 27 ноября Наполеон со старой гвардией перешёл на западный берег. Затем начали переправляться дивизии корпуса Виктора, часть его сил прикрывали переправу на восточном берегу. К ночи 27 ноября стали прибывать отставшие отряды, толпы небоеспособных солдат, гражданские с обозами. Наполеон приказал пропускать воинские команды («боеспособные, идущие в строю»), повозки не пропускались (за исключением карет маршалов). У переправы скопились тысячи раненых и обмороженных, ожидавших разрешения проехать со своими повозками. В целом переправа продолжалась в течение дня спокойно.
К вечеру 27 ноября Чичагов узнал, что французы переправляются севернее Борисова и стал перебрасывать туда войска. К тому времени корпуса Удино и Нея уже оттеснили немногочисленный отряд русского генерала Чаплица от переправы.
Днём 27-го ноября подошедшие с севера войска Витгенштейна на левом (восточном) берегу под Борисовом удачно атаковали и принудили сдаться 12-ю французскую дивизию Партуно, оставленную маршалом Виктором как арьергард. Сдалось 1900 солдат, захвачена 1 пушка, дивизия также потеряла много людей убитыми и ранеными. Многие офицеры французской армии в мемуарах винили лично Партуно в больших потерях, понесённых Наполеоном на переправе, насчитывая в рядах сдавшейся дивизии в 2 раза больше солдат, чем она имела на самом деле.
Разгром дивизии Партуно позволил Витгенштейну выйти непосредственно к переправе и начать её атаку утром 28-го ноября.

## 28—29 ноября: Сражение на Березине

Карта сражения

### Начало сражения

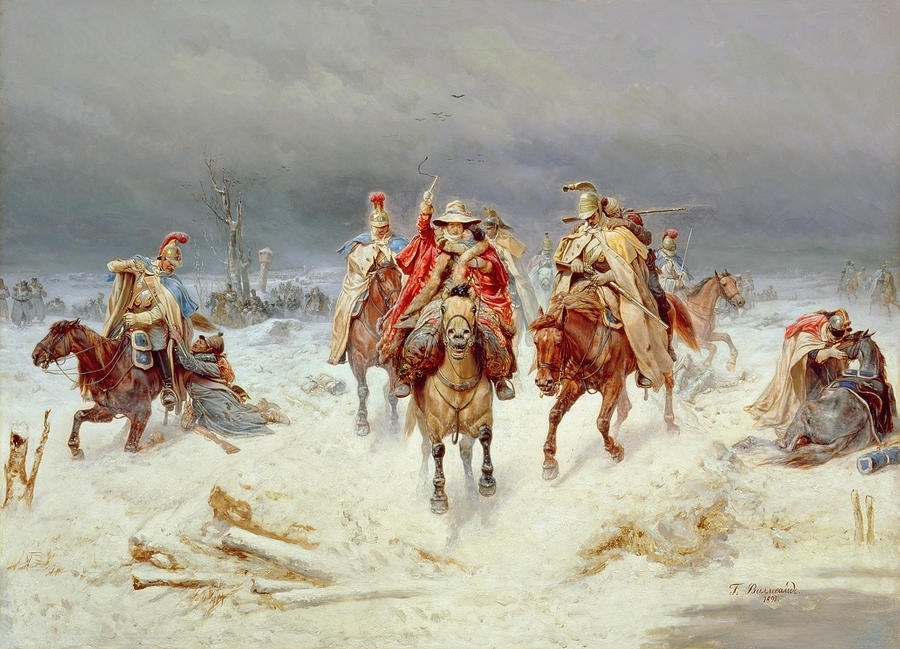
Переправа через Березину. Бегство французов из России в 1812 году (картина 1891 года).

28 ноября одна дивизия Данделса из корпуса Виктора была возвращена на восточный берег для прикрытия переправы совместно с польской дивизией Жерара (всего 6 тысяч). Там эти дивизии в 9 часов утра вступили в бой с войсками Витгенштейна.
Утром 28 ноября Чичагов, перебросив войска на север к Студёнке, попытался атаковать переправившиеся силы французов, но безуспешно. Чичагов располагал 15 тысячами пехоты и 9 тысячами конницы, у корпуса Удино, который сдерживал Чичагова, было в распоряжении до 8 тысяч солдат, потом Наполеон отправил ему резерв в 4 тысячи. Удино был ранен и заменён маршалом Неем. Бои шли на обоих берегах Березины в районе болотисто-лесистой местности, затруднявшей манёвры кавалерии. Русские оттеснили французов, но не захватили переправу.
Всего по утверждению Сегюра через Березину успело переправиться до 40 тысяч человек, большая часть из них гражданские и небоеспособные остатки «Великой Армии».

### Катастрофа

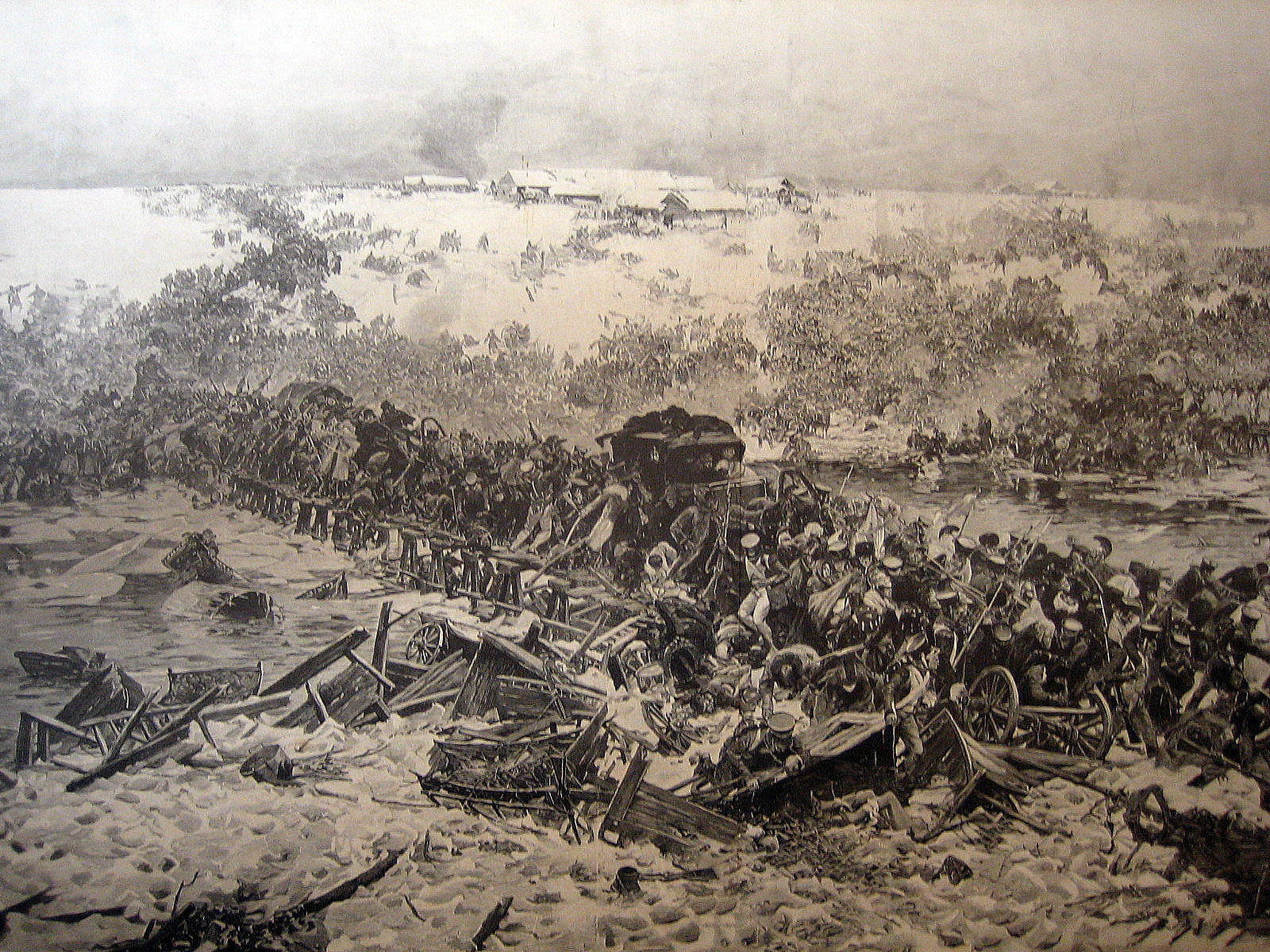
Мост через Березину. Ю. Фалат, 1890 г.

Ближе к вечеру 28 ноября на собравшуюся у переправы 40-тысячную толпу стали сыпаться ядра артиллерии Витгенштейна. Толпы людей кинулись к мостам. Один из мостов под напором бегущих по нему многих тысяч людей не выдержал и рухнул. В создавшемся беспорядке переправа застопорилась, люди, столпившие на берегу, по свидетельству очевидца, погибали в давке и от удушья. В это человеческое скопище продолжали падать многочисленные русские ядра и бомбы. В ужасе тысячи французов бросились в ледяную воду Березины, пытаясь вплавь перебраться на другой берег, но гибли, захлебываясь в холодной воде, а также от огня русской артиллерии.
В это время, при непрекращающемся обстреле, к переправе отошли части корпуса Виктора. Они построились в боевой порядок, штыками сквозь обезумевшую от страха и ужаса многотысячную толпу проложили себе путь к единственному оставшемуся мосту, ворвались на него и, сметая с моста в реку повозки и людей, прорвались на другой берег. Во время боёв в трёх французских корпусах убито и ранено 13 генералов.
29 ноября в 9 часов утра французский офицер Серюрье, выполняя приказ генерала Эбле, сжёг мост. Десятки тысяч солдат, беженцев и многочисленные военные обозы французов остались на восточном берегу.
На эту, прижатую к реке, толпу деморализованных мятущихся под ураганным огнём русской артиллерии французов налетели казаки Платова. Всё было кончено. К месту переправы позже подошли основные силы Витгенштейна, уничтожая отставшие части французов.
Победителям открылась жуткая картина.
По воспоминаниям офицера армии Чичагова А. И. Мартоса:

Ввечеру того дня равнина Веселовская, довольно пространная, представляла ужаснейшую, невыразимую картину: она была покрыта каретами, телегами, большею частью переломанными, наваленными одна на другую, устлана телами умерших женщин и детей, которые следовали за армией из Москвы, спасаясь от бедствий сего города или желая сопутствовать своим соотечественникам, которых смерть поражала различным образом. Участь сих несчастных, находящихся между двумя сражающимися армиями, была гибельная смерть; многие были растоптаны лошадьми, другие раздавлены тяжёлыми повозками, иные поражены градом пуль и ядер, иные утоплены в реке при переправе с войсками или, ободранные солдатами, брошены нагие в снег, где холод скоро прекратил их мучения… По самому умеренному исчислению, потеря простирается до десяти тысяч человек…

## Итог Березинской операции

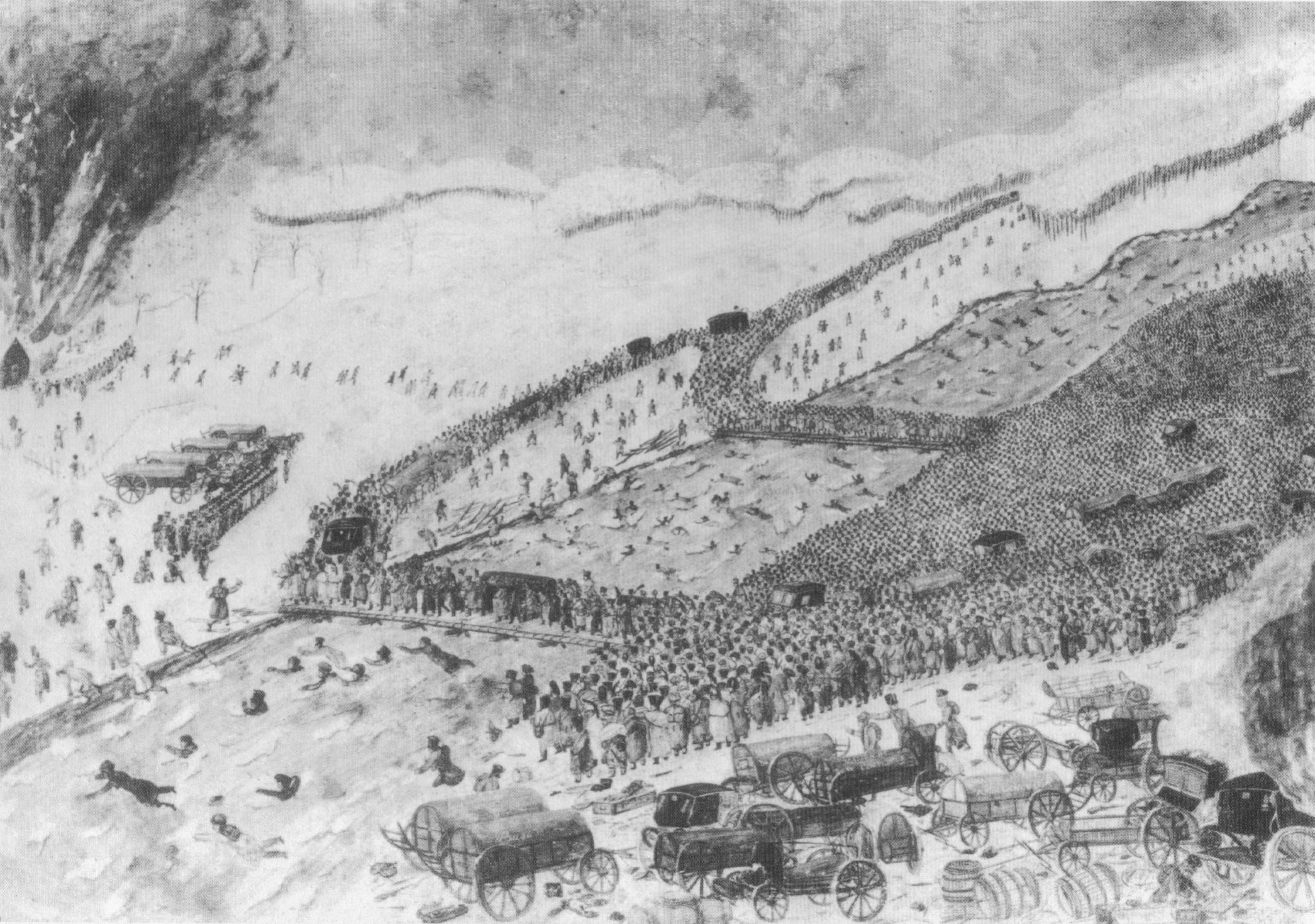
Переправа французов через Березину

Главным итогом сражения при Березине явилось полное уничтожение «Великой армии» Наполеона. После сражения под Березиной она прекратила своё существование как организованная сила. Сам Наполеон, тем не менее, избежал плена и смог с ядром своей гвардии в условиях значительного превосходства русских сил вырваться из окружения.
Клаузевиц исчисляет потери Наполеона за несколько дней Березины в 21 тысячу человек из числа имевшихся у него боеспособных солдат. Потери небоеспособных остатков «Великой Армии» исчислить труднее,
Клаузевиц упоминает, что до 10 тысяч отставших французов было взято в плен Витгенштейном. На самой переправе нашли смерть также тысячи раненых и обмороженных французов. Кутузов в своём донесении царю оценивает потери французов в 29 тысяч человек.
По ведомости Шамбре армия Наполеона через 3 дня после переправы сократилась до 9 тыс. солдат под ружьём, из них 4 тыс. в гвардии. Тот же Шамбре насчитывал 30 тыс. боеспособных солдат до Березины, из чего следует, что у Наполеона выбыло из строя 21 тыс. солдат, не считая потерь среди небоеспособных лиц при армии, которые составили около 30 тысяч человек.
Большую часть потерь среди небоеспособных лиц составляли деморализованные солдаты, бросившие или потерявшие оружие. Как пишут очевидцы, потерявшего оружие не заставляли сражаться и наказать тоже не могли, чем многие пользовались. Ударившие морозы ускорили разложение Великой Армии.
Всего Наполеон потерял при переправе через Березину около 50 тысяч человек пленными, ранеными, убитыми, утонувшими и замёрзшими. Имеются и другие сведения о французских потерях. Российский историк В. М. Безотосный сообщает, что Великая Армия лишилась, по разным данным, 25—40 тысяч человек. Британский исследователь Дэвид Чандлер пишет, что французская армия потеряла 20—30 тысяч убитыми и ранеными. Кроме того, до 30 тысяч нестроевых погибло при переправе и в русском плену от голода и холода.
Потери русских войск, согласно надписи на 25-й стене галереи воинской славы Храма Христа Спасителя, составили около 8 тысяч солдат убитыми, ранеными и пленными за дни боёв во время переправы Наполеона. Безотосный оценивает потери от 8 до 14—15 тысяч человек. Чандлер даёт оценку русских потерь, не соответствующей большинству авторитетных источников, в 10 тысяч одними только убитыми и ещё больше ранеными.
Генерал Коленкур свидетельствует о 1500 русских пленных, взятых на правом берегу 28 ноября в боях с Чичаговым, и число которых слухи среди французов увеличили вдвое.
Крупный германский военный деятель и теоретик Шлиффен писал: «Березина накладывает на Московский поход печать ужаснейших Канн», имея в виду Каннское сражение, в ходе которого войсками Ганнибала была окружена и наголову разгромлена римская армия.

## Оценки Березинской операции

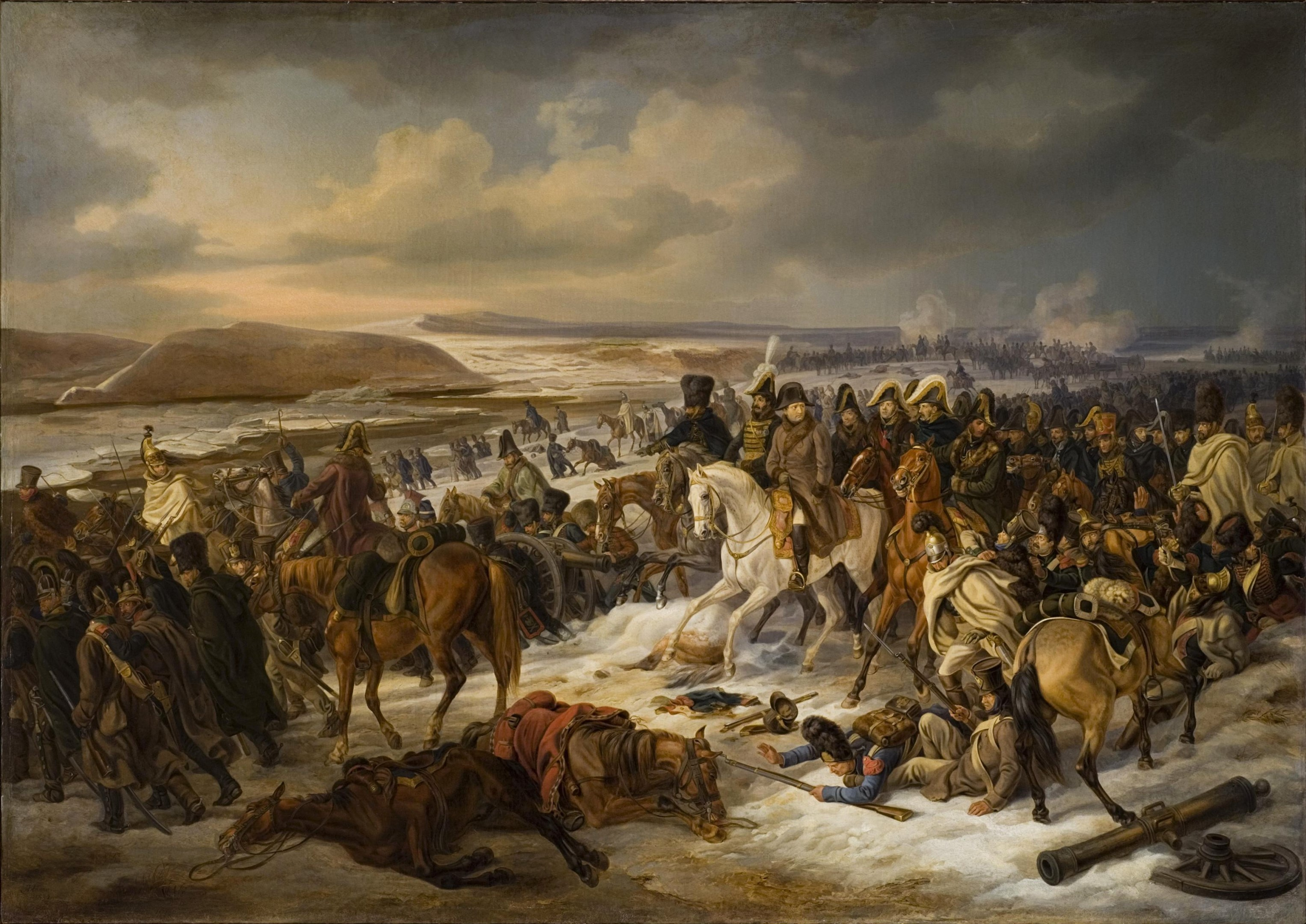
Переправа наполеоновских войск через Березину. Наполеон в центре на коне. (картина 1830 года).

Основную вину за упущенный шанс захватить Наполеона на Березине современники возложили на адмирала Чичагова. Баснописец Крылов сочинил басню «Щука и Кот» с намёком на неудачи адмирала на суше. Кутузов в письме на имя царя Александра I изложил главные упущения неудачливого полководца.

Из донесения Кутузова:

…граф Чичагов… сделал следующие ошибки:
1) Вместо того чтобы занять превыгодный правый берег Березины, переправил он часть своих войск на левый и расположил главную свою квартиру в гор. Борисове, лежащем в котле, со всех сторон горами окружённом. Неизбежное последствие сего должно быть и действительно было пожертвование многих храбрых воинов в. и. в. и потеря всего при главной квартире обоза, ибо авангард, под командою графа Палена, будучи встречен в 10 верстах от Борисова всею ретирующейся неприятельскою армиею, привёл оную на плечах своих в Борисов в то время, когда в оном главнокомандующий спокойно обедал.
2) Высокий и узкий на сваях мост и плотина над речкой Зайкою, длиною до 300 сажен, не был истреблён, и неприятель им воспользовался, хотя войска адмирала Чичагова были на Березине 4 дня прежде неприятеля.
3) Неприятель строил мост, начал и продолжал свою переправу более суток, прежде нежели адмирал Чичагов о том узнал, хотя всё ему наблюдаемое расстояние было не более 20 вёрст, а узнав о сей переправе, хотя подвинулся к месту оного, но, будучи встречен неприятельскими стрелками, не атаковал их большими массами, а довольствовался действием во весь день 16 ноября двумя пушками и стрелками, через что не только не удержал ретираду неприятеля, но ещё и сам имел весьма чувствительный урон.

Однако Денис Давыдов не согласен с такой оценкой действий Чичагова, возлагая частичную вину в том числе и на самого Кутузова. Давыдов выразил распространённый в русской армии взгляд о силе Наполеона, которую участники боевых действий в отличие от более поздних авторов не могли реально оценить:

Все в армии и в России порицали и порицают Чичагова, обвиняя его одного в чудесном спасении Наполеона. Он, бесспорно, сделал непростительную ошибку, двинувшись на Игумен; но здесь его оправдывает: во-первых, отчасти предписание Кутузова, указавшего на Игумен, как на пункт, чрез который Наполеон будто бы намеревался непременно следовать; во-вторых, если бы даже его армия не покидала позиции, на которой оставался Чаплиц, несоразмерность его сил относительно французов не позволяла ему решительно хотя несколько задержать превосходного во всех отношениях неприятеля, покровительствуемого огнём сильных батарей, устроенных на левом берегу реки; к тому же в состав армии Чичагова, ослабленной отделением наблюдательных отрядов по течению Березины, входили семь тысяч человек кавалерии, по свойству местности ему совершенно здесь бесполезной; в-третьих, если Чаплиц, не будучи в состоянии развернуть всех своих сил, не мог извлечь пользы из своей артиллерии, то тем более армия Чичагова не могла, при этих местных условиях, помышлять о серьёзном сопротивлении Наполеону, одно имя которого, производившее обаятельное на всех его современников действие, стоило целой армии.
Несмотря на огромные потери, понесённые «Великой Армией», некоторые специалисты (в основном зарубежные) считают итог сражения в пользу Наполеона, исходя из того, что ему удалось ввести в заблуждение противника и избежать таким способом полного уничтожения.

## Память

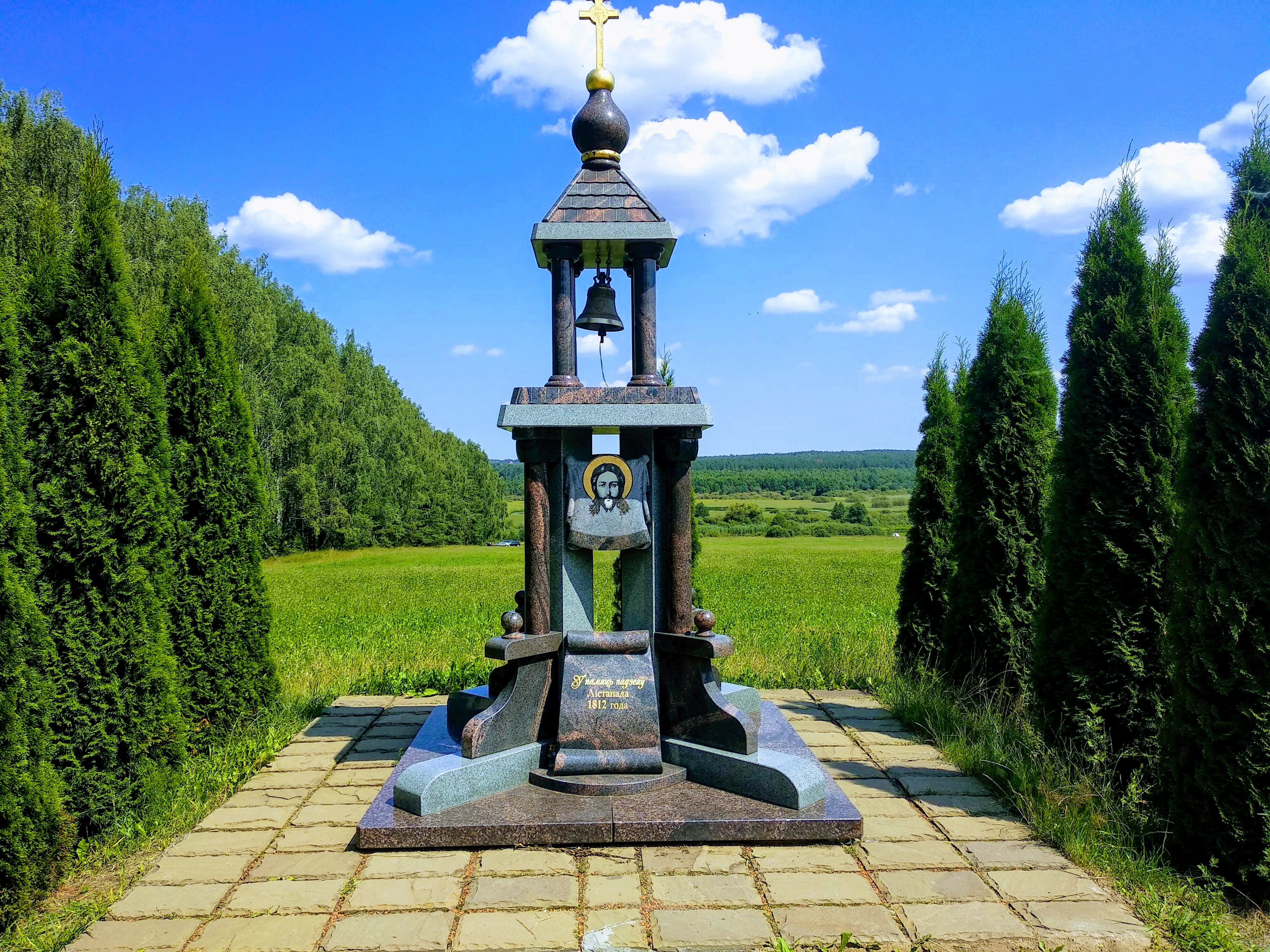
Белорусский памятник на Брилевском поле

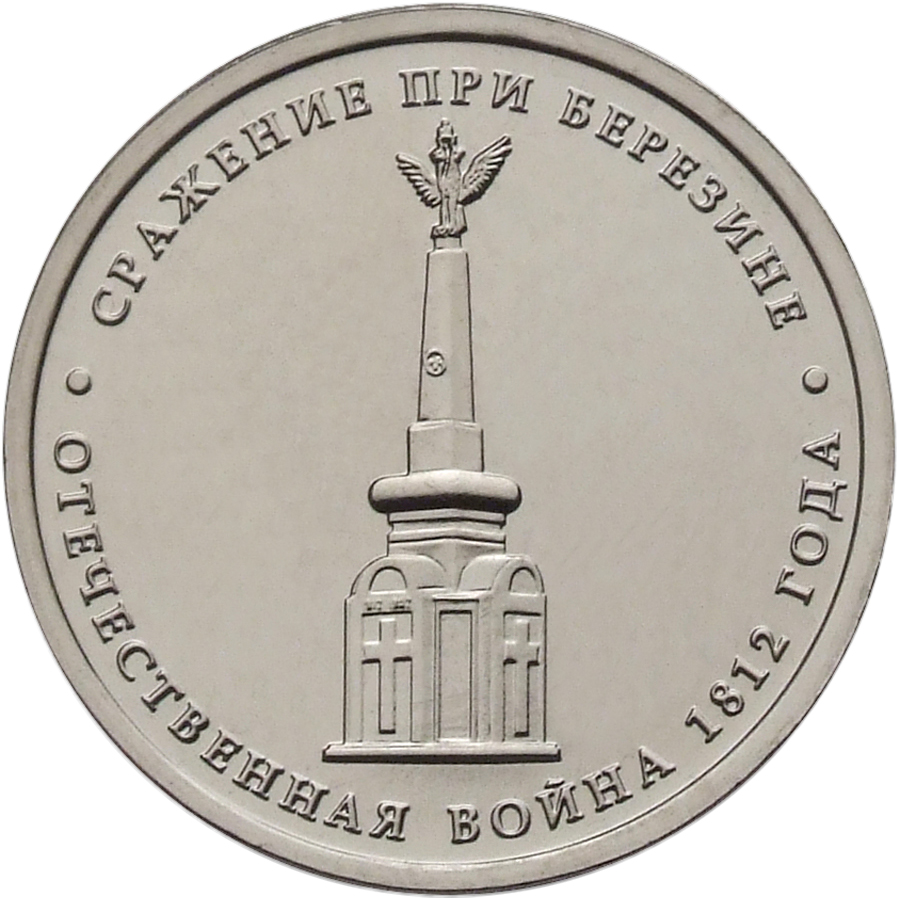
Монета России 2012 года

В честь сражения один из кораблей ЧФ назван ККС Березина
- Картина Петера фон Гесса — «Переправа через Березину».
- Панорама «Березина» Войцеха Коссака и Юлиана Фалата, до настоящего времени целиком не сохранившаяся.
- Памятная монета России, выпущенная в 2012 году.
- Памятник в честь победы русских войск в 1812 году на реке Березина под Борисовом; Скульптор Н. Рыжанков
- Памятники на Брилевском поле (русский, белорусский, французский).
- Посёлок Березинский Челябинской области получил свое название в память о победе.
- В честь сражения был изначально назван остров Березина [Гринвич] (Антарктида, Южные Шетландские острова, остров был описан и нанесён на карту в 1821 году экспедицией Беллинсгаузена—Лазарева; в последующие годы англичанами остров был переименован в остров Гринвич)[30].